# Filtració (mètode de separació)

Esquema senzill del mecanisme de separació per filtració tangencial, un mètode especial de filtració en el qual un medi filtrant, habitualment una membrana polimèrica, permet dividir un corrent de fluid i sòlids (feed), en un altre de fluid net (permeate) i una barreja concentrada (retentate). Aquest tipus de mecanismes és utilitzat, per exemple, en la purificació d'aigua per a consum humà o en la fabricació de vins i cerveses.

La filtració és una operació mecànica o física que, basant-se en la mida diferent de les partícules, permet separar mescles heterogènies (sòlid-líquid) mitjançant filtres. El líquid és capaç de travessar el filtre, el qual reté les partícules de sòlid. Es fa passar el líquid a través d'un paper especial, anomenat paper de filtre. El paper de filtre és una mena de tamís, amb uns orificis molt petits que permeten el pas dels líquids però que impedeixen el pas dels sòlids. El líquid que travessa el filtre s'anomena filtrat, i el sòlid que ha quedat retingut pel filtre s'anomena residu.
De filtres n'hi ha de molts tipus. Industrialment s'empren els de sorra, els de premsa, els de banda, els de disc, tambor i '''els multimedia'''. Cadascun d'aquests tipus també té moltes variants. Al laboratori, la filtració es duu a terme mitjançant embuts i paper de filtre. En lloc del paper de filtre també es poden fer servir porcellanes més o menys poroses o llana de vidre.
La filtració, tant al laboratori com industrialment, es pot accelerar amb el buit i també amb la pressió.
Si es filtra atmosfèricament s'utilitza embut i paper de filtre. Si es fa al buit, s'empra un embut especial anomenat embut de Büchner i un matràs Erlenmeyer de tubuladora lateral, anomenat matràs Kitasato, per on es fa el buit. El buit es pot produir mitjançant una trompa especial per on fem passar l'aigua de l'aixeta a una certa velocitat, o amb bombes de buit, que estalvien aigua però que tenen un cost superior.
El romanent en el filtre que dificulta el pas del fluid s'anomena tortó.

## Filtre multimèdia
El filtre multimèdia conté diverses capes, normalment 3, de diferents tipus de suports i cada capa té una mida progressiva en grossor i profunditat, és a dir, amb porus progressivament més petits. A mesura que el fluid passa per les diverses capes, les partícules es retenen. Aquestes capes de suport s'apilen tenint el suport més lleuger i fi a la part superior i el suport més gros i dens a la part inferior. Aquesta pila de capes se sol anomenar llit filtrant. D'aquesta manera, les partícules més grans s'eliminen per la primera capa i les petites partícules s'eliminen a les altres capes diferents. Finalment, a la part inferior del filtre, s'eliminen les impureses i s'obté el líquid filtrat.
Un factor que pot influir en l'eficiència són les característiques de l’aigua. Per exemple, la mida, la forma i les característiques químiques de la partícula influiran en l'eficiència. Per exemple, si les partícules són massa grans, els filtres es poden bloquejar ràpidament i caldrà un rentat freqüent freqüent o fins i tot un canvi de les capes.

### Capes dins d'un filtre multimèdia
Les capes multifiltres estan compostes per:
- L’antracita és un carbó mineral d’alta duresa amb un gran contingut de carboni i un excel·lent mitjà filtrant per a la clarificació de l’aigua o per a ús industrial quan s'utilitza en combinació amb sorres filtrants. És un dels suports de filtratge més utilitzats. Es troba a la part superior i és un material més lleuger i amb una graduació més gruixuda. Concretament, són els filtres multimèdia granulars les partícules de les quals tenen una mida de 0,8 a 1,2 mm. La seva funció és evitar la formació d’una capa a la part superior del llit filtrant.

- La sorra, típicament de sorra de sílice, té la forma subangular a la forma arrodonida, cosa que els converteix en mitjans de filtració ideals per poder captar els sòlids en suspensió a l’aigua. El contingut de sílice a la sorra és elevat, de manera que és durador i resistent, cosa que permet classificar-la per facilitar un filtratge eficient. Aquesta capa es col·loca al mig, vol dir que és el mitjà de mida intermèdia que té unes dimensions de partícules de 0,5-0,8 mm.

- El granat és un medi d'alta densitat químicament inert. Les seves propietats químiques, duresa i durabilitat fan del granat un mitjà de filtració ideal. A més, és un dels mitjans filtrants més adequats per filtrar efluents corrosius. La capa de granat es mantindrà a la part inferior i el seu material més pesat, però el més finament graduat, i les partícules tenen una dimensió entre 0,4 i 0,6 mm.

- La grava s'utilitza com a suport per filtrar els suports. És un material econòmic i no dona cap característica a l’aigua. La grava té propietats físiques que el converteixen en un producte d’alta qualitat i és sostenible per a aplicacions de filtració d’aigua. Aquesta capa només té la funció de suportar les capes, no actua com a filtre i permet que l'aigua surti del filtre.

D’aquesta manera, aquesta capa de filtració pot atrapar els contaminants més grans de la primera capa i els més petits de les altres capes. Atrapar contaminants d’aquesta manera permet una eliminació eficient de la terbolesa i temps de funcionament més llargs entre els cicles de rentat posterior.